# Ökologische Gebiete in Krakau
Es gibt 17 ausgewiesene ökologische Gebiete in Krakau. Ökologische Gebiete sind eine der Formen des Naturschutzes in Polen, hier zum Schutz von Überresten von Ökosystemen, die für die Erhaltung der biologischen Vielfalt wichtig sind. Von den 17 Gebieten Krakaus befinden sich 16 vollständig innerhalb des Stadtgebietes von Krakau und eines in Krakau und der Nachbargemeinde Zabierzów (Uroczysko w Rząsce). Uroczysko w Rząsce ist auch das älteste (seit 2001) ökologische Gebiet in Krakau. Die jüngsten sind Łąki na Klinach (seit 2021) und der Kamieniołom Libana (seit 2022). Die größte Fläche (von allen in Krakau gelegenen) nimmt Łąki Nowohuckie (57,17 ha) ein und die kleinste der Staw w Rajsku (0,39 ha). Geschützt werden vor allem kleine Gewässer und Wiesengemeinschaften. Die größte Anzahl an ökologischen Gebieten wurde im VIII. Bezirk Dębniki ausgewiesen.

## Bestehende ökologische Gebiete in Krakau
| Name                                         | INSPIRE-Nummer              | Gründungsjahr | Fläche in Hektar | Schutzziel                                  | Stadtbezirk                 | Lage                            | Foto |
| -------------------------------------------- | --------------------------- | ------------- | ---------------- | ------------------------------------------- | --------------------------- | ------------------------------- | ---- |
| Uroczysko w Rząsce                           | PL.ZIPOP.1393.UE.1206162.27 | 2001          | 59,10            | Schutz von Sumpfveilchen, Auwald, Gewässern | VI Bronowice                | 50.09325 19.855805555556        |      |
| Łąki Nowohuckie                              | PL.ZIPOP.1393.UE.1261011.29 | 2003          | 57,17            | Feuchtwiesen                                | XVIII Nowa Huta             | 50.066666666667 20.035555555556 |      |
| Staw przy Kaczeńcowej                        | PL.ZIPOP.1393.UE.1261011.32 | 2007          | 0,82             | Wasserreservoir                             | XVI Bieńczyce               | 50.0875 20.033277777778         |      |
| Rozlewisko potoku Rzewnego                   | PL.ZIPOP.1393.UE.1261011.31 | 2007          | 2,77             | Flussaue                                    | IX Łagiewniki-Borek Fałęcki | 50.01 19.92                     |      |
| Dolina Prądnika                              | PL.ZIPOP.1393.UE.1261011.33 | 2008          | 14,145           | mäanderndes Flussbett                       | IV Prądnik Biały            | 50.103888888889 19.933055555556 |      |
| Uroczysko Kowadza                            | PL.ZIPOP.1393.UE.1261011.34 | 2008          | 1,82             | xerothermes Grünland                        | VIII Dębniki                | 50.016388888889 19.822222222222 |      |
| Staw Dąbski                                  | PL.ZIPOP.1393.UE.1261011.36 | 2010          | 2,53             | Wasserreservoir                             | II Grzegórzki               | 50.064444444444 19.985833333333 |      |
| Las w Witkowicach                            | PL.ZIPOP.1393.UE.1261011.37 | 2010          | 15,07            | Eichen-Hainbuchen-Wald                      | IV Prądnik Biały            | 50.109222222222 19.953638888889 |      |
| Rybitwy                                      | PL.ZIPOP.1393.UE.1261011.39 | 2012          | 0,64             | Teichanlage                                 | XIII Podgórze               | 50.03925 20.034305555556        |      |
| Staw w Rajsku                                | PL.ZIPOP.1393.UE.1261011.40 | 2012          | 0,39             | Wasserreservoir                             | X Swoszowice                | 49.987916666667 19.973388888889 |      |
| Staw Królówka                                | PL.ZIPOP.1393.UE.1261011.41 | 2013          | 0,85             | Wasserreservoir                             | VIII Dębniki                | 50.025277777778 19.8675         |      |
| Staw przy Cegielni                           | PL.ZIPOP.1393.UE.1261011.42 | 2014          | 0,88             | Wasserreservoir                             | XIII Podgórze               | 50.038972222222 20.028666666667 |      |
| Dąbrowa                                      | PL.ZIPOP.1393.UE.1261011.45 | 2018          | 14,97            | łąki trzęślicowe                            | VIII Dębniki                | 50.015555555556 19.836388888889 |      |
| Dolina Potoku Olszanickiego-Łąki Olszanickie | PL.ZIPOP.1393.UE.1261011.46 | 2018          | 5,64             | Wiesen und Auwälder                         | VII Zwierzyniec             | 50.073805555556 19.823472222222 |      |
| Zakrzówek                                    | PL.ZIPOP.1393.UE.1261011.47 | 2018          | 17,50            | Wiesen                                      | VIII Dębniki                | 50.034638888889 19.914611111111 |      |
| Łąki na Klinach                              | PL.ZIPOP.1393.UE.1261011.48 | 2021          | 5,82             | Wiesen                                      | X Swoszowice                | 49.992777777778 19.894166666667 |      |
| Kamieniołom Libana                           | PL.ZIPOP.1393.UE.1261011.50 | 2022          | 14,82            | ehemaliger Steinbruch                       | XIII Podgórze               | 50.035833333333 19.956666666667 |      |

## Vorgeschlagene ökologische Gebiete in Krakau
Das Grünflächenamt der Stadt Krakau schlug vor, bis 2020 sieben neue ökologische Gebiete auszuweisen. Die meisten sollten im Bezirk VIII Debniki ausgewiesen werden. Die sieben vorgeschlagenen Gebiete waren Murawy kserotermiczne Bielany, Murawy kserotermiczne Bogucianka, Kamieniołom Bogucianka, Wzgórze Wielkanoc, Kamieniołom Libana, Piaski Wielkie und Starorzecze w Mogile.